# غابة هويا باكيو

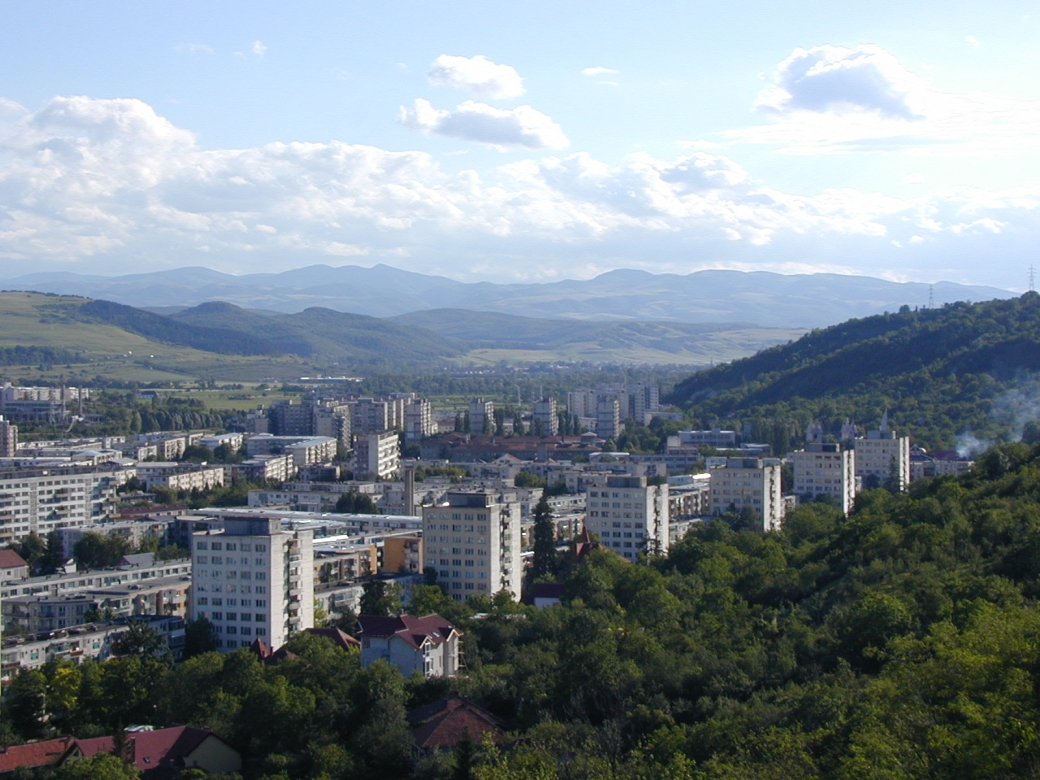
غابة هويا باكيو ومنطقة غريغوريسكو.

غابة هويا باكيوبالانكليزية Hoia- baciu وهي غابة تقع في كولوج في رومانيا حيث يسكن هذه الغابة السكان الاصليون الذين يعتمدون على جمع الحطب والصيد وقطف الازهار والبذور لكن مع عام1960 بدات هذة الغابة تكتسب سمعة سيئة.

## سبب اكتسابها للسمعة السيئة

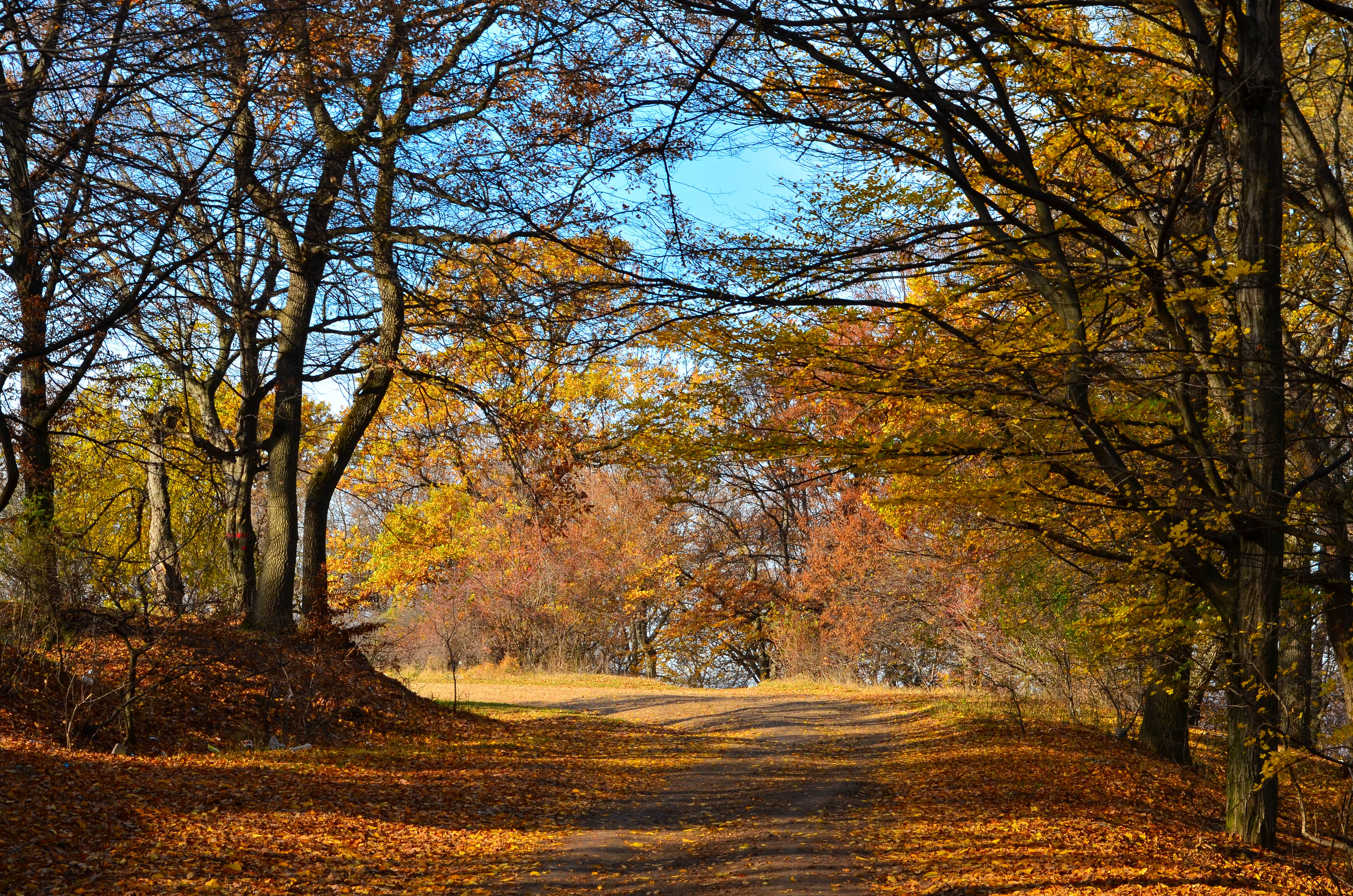
غابة هويا باكيو خريف 2012.

في عام 1960 بدا السكان الاصليين بالهجرة من الغابة وكان السبب هو وجود اصوات غريبة وبالإضافة بعض الانوار الغريبة. فاصبحت هذه الغابة تكتسب السمعة السيئة حيث من يدخل هذه الغابة يسمع اصوات غريبة أو يشاهد مجموعة الظِلال تتحرك وسماع صوت ضحكات للنساء وغيرها مما تسبب الريبة لمن يدخلها ويتركز معظم النشاط الخارق للطبيعة على بقعة معينة تعرف بالدائرة الغامضة.

## الدائرة الغامضة
وهي مساحة من الغابة تكون خالية من الاشجار قيل من يدخل هذه الغابة وخاصة هذه المنطقة يشعر بشئ مرعب حيث معظم الناس الذين يدخلون في هذه البقعة من الغابة لا يتذكرون كيف قضوا وقتهم في الغابة والبعض التقط صور للاطباق الطائرة.

## الرحلة العلميه للغابة
بعثة جوش غيتس: غادر فريق من لوس أنجلوس لتحري والتحقيق في قصص في الغابة بقيادة جوش ومعه رفيقان هم إيفان وريكس ذهبوا إلى الغابة.حيث تلقَّوا تحذيرا من السكان الأصليين، يقولون فيه: إذا دخلتم في الغابة لن تخرجوا. لكنهم لم يبالو بكلام السكان وأصروا على عزمهم ثم ذهبوا إلى أقرب حدود الغابة في الليل خرجوا حيث ذهب جوش وريكس بمفردهما إلى الدائرة الغامضة، حيث شاهدوا أضواء غريبة في السماء أما إيفان فذهب بدوره وحده في الغابة، لكنه تأخر مما تسبب في إثارة قلق زميليه عليه. ثم عثروا عليه ساقطا في الأرض عليه علامات جروح وبعض الضربات وقال لهم: شعرت بريح شديدة دفعتني ونار تحت جسدي وتلقيت ضربة قوية من شيء مجهول. فقرروا عدم المواصلة بالكلام حتى لاتتفاقم الامور سوءا، بعد ذلك أخذوا عينة من الدائرة الغامضة ثم عادوا، بعد ذلك قاموا بإرسال عينة من التراب التي أخذوها من الدائرة إلى أقرب مختبر لكن التحليلات لم تعطي النتيجة الصحيحة.
-انظر أيضا:
- [طبق طائر].
- [غموض].